# آزمون کفایت عربی
آزمون کفایت عربی آزمون استانداردی است که در عربستان سعودی برای ارزیابی و تأیید مهارت زبان عربی افراد غیربومی برگزار می‌شود که شامل دانش زبان، خواندن، نوشتن، شنیدن و مکالمه است. این آزمون به طور رسمی در ۱۲ ژوئن ۲۰۲۲ توسط وزیر گردشگری این کشور بدر بن عبدالله آل سعود معرفی شد و به طور مشترک توسط کمیسیون ارزیابی آموزش و پرورش عربستان سعودی و آکادمی جهانی ملک سلمان برای زبان عربی مدیریت می‌شود. 